# Ackerman Nunatak
L'Ackerman Nunatak è un nunatak antartico, picco roccioso isolato alto 655 m, situato 10 km a sud-sudest delle Butler Rocks, nella parte settentrionale del Forrestal Range, nei Monti Pensacola, in Antartide. 
Il nunatak è stato mappato dall'United States Geological Survey (USGS) sulla base di rilevazioni e foto aeree scattate dalla U.S. Navy nel periodo 1956-66.
La denominazione è stata assegnata dall'Advisory Committee on Antarctic Names (US-ACAN) in onore di Thomas A. Ackerman, studioso di scienze dell'atmosfera presso la Stazione Ellsworth nell'inverno del 1957.